# أحمد فتفت
أحمد فتفت (28 مارس 1953 -)، عضو مجلس النواب اللبناني عن تيار المستقبل. وهو ابن النائب في البرلمان اللبناني بدورتي 1960 و1968 محمد خضر فتفت.

## حياته العلمية والعملية
- اختصاصي في الطب الداخلي والجهاز الهضمي، وعمل طبيبًا لرقابة التأمين الصحي لمدة 10 سنوات.
- هو عضو في تيار المستقبل، كما أنه عضو مؤسس في المنتدى الثقافي في الضنية.
- أنتخب عضوا في مجلس النواب اللبناني في دورات سنوات 1996، 2000، 2005 و2009.
- في 19 يوليو 2005 عين وزيرًا للشباب والرياضة وذلك في حكومة الرئيس فؤاد السنيورة بعهد الرئيس إميل لحود وذلك حتى 11 يوليو 2008، كما تسلم حقيبه وزارة الداخلية كوزير بالنيابة في الفترة ما بين فبراير 2006 إلى نوفمبر 2006 وذلك بفترة استقالة الوزير الأصيل للوزارة حسن السبع.

## حياته الأسرية
متزوج من رولا نزيه مظلوم ولديهما ولدين:
- سامي فتفت (نائب في مجلس النواب اللبناني ).
- زياد.

## وصلات خارجية
- الموقع الرسمي